# Espiral de Ulam

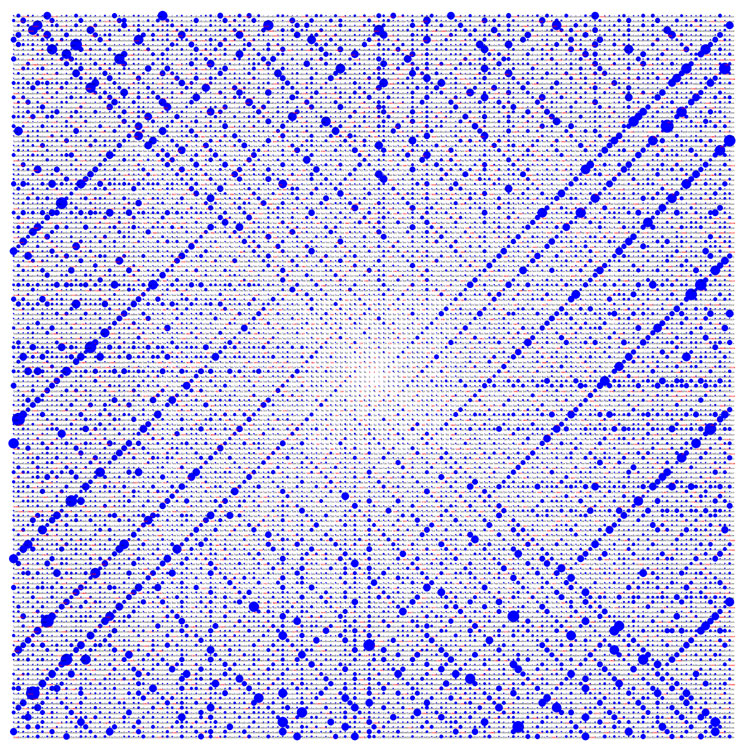
A espiral de Ulam. Os pontos vermelhos representam números primos; os pontos azuis representam números compostos, com o tamanho do ponto indicando o nível de composição. (clique na imagem para ampliar)

A Espiral de Ulam, ou Espiral dos Primos, é um método simples de representar os números primos por intermédio de um grafo e que revela um padrão que permanece por explicar. Foi descoberta pelo matemático Stanisław Ulam em 1963, enquanto rabiscava distraidamente num papel por estar entediado durante um encontro científico. Ulam, aborrecido, desenhou um grafo com números, começando com o 1 no centro e prosseguindo, em espiral, para o exterior:
Então, assinalou todos os primos e obteve a seguinte figura:
Verificou, surpreendido, que os números assinalados tendiam a agrupar-se segundo diagonais. A imagem abaixo é de uma Espiral de Ulam 200×200, onde os números primos estão assinalados a preto. As diagonais são perfeitamente visíveis, confirmando o padrão.

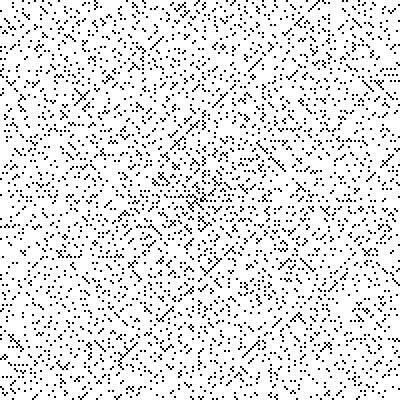
Espiral de Ulam (200×200)

Todos os números primos, excepto o 2, são ímpares. Como na Espiral de Ulam as diagonais adjacentes são, alternadamente, pares e ímpares, é normal que todos os números primos estejam em diagonais alternadas. No entanto, é curiosa a tendência de certas diagonais terem mais números primos do que outras.
Até agora, os testes confirmaram que há diagonais mesmo quando se representa uma quantidade muito grande de números. O padrão também parece manter-se mesmo que o número do centro não seja 1 (pode ser muito maior que 1). Isto implica que há várias constantes inteiras b e c tais que a função:
{\displaystyle f(n)=4n^{2}+bn+c}
gera uma quantidade de números primos (com n = 1, 2, 3, ...) que é grande comparada com a proporção de números primos entre números de magnitude semelhante. Esta descoberta foi tão significativa que a Espiral de Ulam apareceu na capa da Scientific American em Março de 1964.
A uma distância suficiente do centro, também são perfeitamente visíveis linhas horizontais e verticais.

## Variantes
Outras variantes da Espiral de Ulam, como a Espiral de Sacks, também têm padrões que estão por explicar.